# Zwitserland op de Olympische Zomerspelen 1964
Zwitserland nam deel aan de Olympische Zomerspelen 1964 in Tokio, Japan. Voor het eerst sinds 1952 werd weer een gouden medaille gewonnen.

## Medailles

### 1Goud
- Henri Chammartin — Paardensport, dressuur individueel

### 2Zilver
- Henri Chammartin, Gustav Fischer en Marianne Gossweiler — Paardensport, dressuur team
- Eric Hänni — Judo, mannen lichtgewicht (68 kg)

### 3Brons
- Gottfried Kottmann — Roeien, mannen skiff

## Resultaten en deelnemers per onderdeel

### Wielersport
Mannen individuele wegwedstrijd
- Hans Lüthi — 4:39:51.74 (→ 16e plaats)
- Erwin Jausli — 4:39:51.75 (→ 30e plaats)
- Louis Pfenninger — 4:39:51.76 (→ 38e plaats)
- Heinz Heinemann — 4:39:51.79 (→ 61e plaats)

Afghanistan · Algerije · Argentinië · Australië · Bahama's · België · Bermuda · Birma · Bolivia · Brazilië · Brits-Guiana · Bulgarije · Cambodja · Canada · Ceylon · Chili · Colombia · Congo-Brazzaville · Costa Rica · Cuba · Denemarken · Dominicaanse Republiek · Duits eenheidsteam · Ethiopië · Filipijnen · Finland · Frankrijk · Ghana · Griekenland · Groot-Brittannië · Hongarije · Hongkong · Ierland · IJsland · India · Irak · Iran · Israël · Italië · Ivoorkust · Jamaica · Japan · Joegoslavië · Kameroen · Kenia · Libanon · Liberia · Libië · Liechtenstein · Luxemburg · Madagaskar · Maleisië · Mali · Marokko · Mexico · Monaco · Mongolië · Nederland · Nederlandse Antillen · Nepal · Nieuw-Zeeland · Niger · Nigeria · Noord-Rhodesië · Noorwegen · Oeganda · Oostenrijk · Pakistan · Panama · Peru · Polen · Portugal · Puerto Rico · Roemenië · Senegal · Sovjet-Unie · Spanje · Taiwan · Tanganyika · Thailand · Trinidad en Tobago · Tsjaad · Tsjecho-Slowakije · Tunesië · Turkije · Uruguay · Venezuela · Verenigde Arabische Republiek · Verenigde Staten · Vietnam · Zuid-Korea · Zuid-Rhodesië · Zweden · Zwitserland